# Sarnia Góra (Koleczkowo)
Sarnia Góra – część wsi Koleczkowo w Polsce, położona w województwie pomorskim, w powiecie wejherowskim, w gminie Szemud, na obrzeżach Trójmiejskiego Parku Krajobrazowego. Wchodzi w skład sołectwa Koleczkowo. 
W latach 1975–1998 Sarnia Góra administracyjnie należała do województwa gdańskiego.